# Содере (Терамо)
Содере (итал. Sodere) је насеље у Италији у округу Терамо, региону Абруцо.
Према процени из 2011. у насељу је живело 221 становника. Насеље се налази на надморској висини од 221 м.